# Frank Rutherford
Frank Rutherford (Frank Garfield Rutherford; * 23. November 1964) ist ein ehemaliger bahamaischer Dreispringer.
Sein erster internationaler Erfolg war eine Silbermedaille bei den Zentralamerika- und Karibikspielen 1986. Im Jahr darauf gewann er bei den Hallenweltmeisterschaften in Indianapolis Bronze. Es war die erste WM-Medaille in der Leichtathletik für einen Bahamaer. Ebenfalls Bronze gewann er bei den Panamerikanischen Spielen in Indianapolis. Bei den Weltmeisterschaften in Rom schied er in der Qualifikation ebenso aus wie bei den Olympischen Spielen 1988 in Seoul. 
1991 wurde er Achter bei den Hallenweltmeisterschaften in Sevilla, kam aber bei den Weltmeisterschaften in Tokio nicht über die Vorrunde hinaus.
Seinen größten Erfolg feierte er bei den Olympischen Spielen 1992 in Barcelona. Hinter den US-Amerikanern Mike Conley Sr. und Charles Simpkins gewann er Bronze. Es war die erste olympische Medaille für die Bahamas seit 1964. Bei den Weltmeisterschaften 1993 in Stuttgart und 1995 in Göteborg schied er in der Qualifikation aus. 
Bei seinen dritten Olympischen Spielen wurde er 1996 in Atlanta Elfter. 1999 gewann er Silber bei den Leichtathletik-Zentralamerika- und Karibikmeisterschaften.
Frank Rutherford hat an der University of Houston ein Studium der Ökonomik absolviert. Nach dem Ende seiner sportlichen Karriere gründete er die Frank Rutherford Foundation, eine Stiftung, die Sportstipendien für US-amerikanische Universitäten an bahamaische Nachwuchsathleten vermittelt. Zu Beginn des Jahres 2003 wurde er für seine Verdienste um den Sport mit dem MBE ausgezeichnet.

## Persönliche Bestleistungen
- Dreisprung: 17,41 m, 17. Mai 1992, São Paulo
  - Halle: 17,09 m, 14. März 1987, Oklahoma City